# Escuela de negocios de Copenhague
La Escuela de negocios de Copenhague (Copenhagen Business School o CBS) es una de las escuelas de negocios más grandes de Europa y una de las más reconocidas a nivel mundial. 
La escuela fue establecida en 1917 y se encuentra en la municipalidad Frederiksberg en Copenhague, Dinamarca. 
Consiste en varios edificios que son Solbjerg Plads, Dalgas Have, Flintholm y Porcelænshaven. Todos se encuentran dentro de la misma municipalidad.
CBS tiene alrededor de 20.000 alumnos e investigadores, 2500 empleados y además recibe casi 3000 estudiantes extranjeros al año. 
De acuerdo al ranking de la prestigiosa institución Eduniversal, CBS es la mejor escuela de negocios en el mundo con mayor influencia a nivel global. La Escuela de negocios de Londres sigue en el segundo lugar, mientras Escuela de negocios de Harvard ocupa el tercer lugar en el 2014. 
Como todas las universidades en Dinamarca, CBS es una institución pública que ofrece una enseñanza gratuita y de muy alta calidad, y cuyos alumnos y profesores son reconocidos y atractivos para empresas, organizaciones y universidades a nivel mundial.
Ha sido nombrada como la escuela número 12 del mundo en el ranking de programas de MBA (Master in Business Administration, Maestría en Administración de Empresas) de un año de duración, publicado por The Wall Street Journal.
La escuela se encuentra entre los 17 miembros de la alianza europea CEMS (Community of European Management Schools) que ofrece el mejor Master in Management del mundo, según Financial Times.